# Алексеевка (Унгенский район)
Алексеевка (рум. Alexeevca) — село в Унгенском районе Молдавии. Является административным центром коммуны Алексеевка, включающей также села Лидовка и Сагиены.

## География
Село расположено на высоте 121 метров над уровнем моря.

## Население
По данным переписи населения 2004 года, в селе Алексеевка проживает 1027 человек (498 мужчин, 529 женщин).
Этнический состав села:
| Национальность | Число жителей | Процентный состав |
| -------------- | ------------- | ----------------- |
| молдаване      | 864           | 84,13             |
| украинцы       | 135           | 13,15             |
| русские        | 19            | 1,85              |
| гагаузы        | 5             | 0,49              |
| болгары        | 1             | 0,1               |
| прочие         | 3             | 0,29              |
| Всего          | 1027          | 100 %             |

## Известные уроженцы
- Одайник, Семён Елизарович (1938—2023) — молдавский художник-геральдист.